# Crystal Robinson
Crystal LaTresa Robinson (ur. 22 stycznia 1974 w Atoce) – amerykańska koszykarka występująca  na pozycjach rzucającej lub niskiej skrzydłowej, po zakończeniu kariery zawodniczej trenerka koszykarska, obecnie asystentka trenerki Phoenix Mercury.
2 marca 2022 została asystentką trenerki Phoenix Mercury.

## Osiągnięcia
Na podstawie, o ile nie zaznaczono inaczej.

### NAIA
- Wicemistrzyni NAIA (1995, 1996)
- Zawodniczka roku NAIA - NAIA Women's Basketball National Player of the Year (1996)
- MVP turnieju NAIA (1995, 1996)
- Zaliczona do:
  - I składu:
    - NAIA All-American (1994–1996)
    - stulecia koszykarek szkół średnich i uczelni - The Daily Oklahoman All-Century

  - galerii sław sportu:
    - Southeastern Oklahoma State Athletics Hall of Fame (14.02.2009)
    - NAIA Hall of Fame
    - Jim Thorpe Oklahoma Hall of Fame
    - Oklahoma Sports Hall of Fame (2011)
- Liderka strzelczyń NAIA (1994, 1995)

### WNBA
- Wicemistrzyni  WNBA (1999, 2000, 2002)
- Liderka WNBA w skuteczności rzutów wolnych (2004)

### Inne
Drużynowe
- Mistrzyni:
  - EuroCup (2006)
  - Izraela (2005)
- Finalistka pucharu Izraela (2005)

Indywidualne
- Debiutantka roku ABL (1997)
- Uczestniczka meczu gwiazd ABL (1997)
- Zaliczona do II składu ABL (1997)

### Trenerskie
- Mistrzostwo WNBA (2018 jako asystentka)